# Elly Jannes
Elly Jannes, ursprungligen Pettersson, född 15 november 1907 i Asker, död 11 februari 2006 i Stockholm, var en svensk författare och journalist. Hon verkade även under pseudonymerna "Amaryllis" och "Marita".

## Biografi
Jannes var dotter till gjutaren Janne Petterson och hans hustru Anna Landström i Brevens bruk i Kilsmo. Hennes uppväxt vid bruket präglade hennes liv och skrivande och hon använde ofta barndomens enkla leverne som referens när hon reste världen över och träffade människor i skilda miljöer. Hennes perspektiv var alltid arbetarflickans, medveten om sitt ursprung och sin uppväxttid, det tidigare 1900-talets Fattigsverige.
Elly Jannes var yngst av fem syskon och de äldre systrarna stöttade henne för att hon skulle få läsa vidare. Men ända sedan barndomen, då hon läste Ester Blenda Nordströms dokumentära reportage, bland annat från Lappland, drömde hon om att bli journalist och författare. Hon vann anonymt en novelltävling i Idun och fick anställning på tidningen. Hennes far hade varit en av grundarna av den kooperativa rörelsen i Brevens bruk och Konsumbutiken, och Elly Jannes var uppväxt med Konsumentbladet (senare tidningen Vi). 1936 lämnade hon Idun och anställdes som reporter på Vi och förblev tidningen trogen tills hon gick i pension.
Elly Jannes bibliografi är omfattande och böckerna relaterar till olika yttre och inre resor i hennes liv. Där inte annat anges är hon också fotograf till sina böcker.
Elly Jannes var gift med läkaren Svante Höjeberg (född 1917, död 1966) och har en dotter, Elle-Kari Jannes-Höjeberg, född 1953, programchef på Sveriges Radio P2 (2006–2021).

## Priser och utmärkelser
- Svenska Dagbladets litteraturpris 1944